# 南海伊氏鰕虎
南海伊氏鰕虎（学名：Egglestonichthys patriciae），又名南海伊氏鰕虎魚，为辐鳍鱼纲虾虎鱼目鰕虎魚科伊氏鰕虎魚屬下的一个种，该物种分布于西太平洋海域，体长可达4.7公分。